# Czepielowice
Czepielowice (niem. Tschöplowitz, w latach 1938-1945 Gerlachshein) – wieś w Polsce położona w województwie opolskim, w powiecie brzeskim, w gminie Lubsza, leżąca na dnie Pradoliny Wrocławskiej.

## Nazwa
W księdze łacińskiej Liber fundationis episcopatus Vratislaviensis (pol. Księga uposażeń biskupstwa wrocławskiego) spisanej za czasów biskupa Henryka z Wierzbna w latach 1295–1305 miejscowość wymieniona jest w zlatynizownej formie villa Czepelowitz. Miejscowość została wymieniona w staropolskiej formie Sczeplowicz w łacińskim dokumencie wydanym w 1360 roku w Brzegu.

## Historia
Miejscowość po raz pierwszy w dokumentach wymieniona została w 1364 r. W średniowieczu nosiła nazwy Cheplowode, Czeplowice, Szepilwicz, Czeppilwice; w 1736 roku Tschöplowitz; w okresie hitlerowskim, od 1938-1945 Gerlachshein.
W czasach kiedy rzeka Odra nie była regulowana przy wyższych stanach wód, w obrębie miejscowości tworzyły się rozległe rozlewiska zwane "odrzyskami", które stawały się doskonałym miejscem na żer dla ptactwa w tym czapli. Stąd pojawienie się nazwy Czaplowice. Liczba mieszkańców stan na rok 1939 – 1400. W okresie przedwojennym w miejscowości znajdował się niewielki hotel z bazą noclegową, a także stacja paliw, pomimo iż motoryzacja była w tym okresie jeszcze w zarodku. Oprócz tego działał tartak oraz piekarnia.
W 1945 r., po zmianie granic Polski, wieś została opuszczona przez ludność niemiecką. Na jej miejsce przybyli mieszkańcy z terenów wschodniej Polski, głównie z Podola i Wołynia. Ogólnie wieś ma charakter rolniczy, choć pola uprawne należą w większości do najniższych klas gleb (IV i V klasa).
W latach 1954–1958 wieś należała i była siedzibą władz gromady Czepielowice, po jej zniesieniu w gromadzie Kościerzyce.
10 lipca 1997 roku wieś ucierpiała wskutek powodzi. Pomimo zniszczeń, jakie przyniosła woda, została odbudowana. W miejscowości znajduje się szkoła podstawowa (klasy I-VI).
W skład sołectwa wchodzą: od północnego wschodu osada Stawy, a od północnego zachodu osada Złotówka (Złota Gęś) – ok. 1 km. Bardziej na północ od miejscowości, ok. 2 km Śmiechowice biegnie granica Stobrawskiego Parku Krajobrazowego.

## Zabytki
Do wojewódzkiego rejestru zabytków wpisany jest kościół ewangelicki, ob. rzym.-kat. pod wezwaniem Imienia Najświętszej Maryi Panny, znajduje się w centrum wsi, zbudowany w roku 1688, o konstrukcji szkieletowej (mur pruski), przebudowany w 1977 roku. Data erygowania parafii – 1958 r., księgi metrykalne – od 1945 r,.